# Віттіер (Каліфорнія)
Віттіер (англ. Whittier) — місто (англ. city) в США, в окрузі Лос-Анджелес штату Каліфорнія. Населення — 87 306 осіб (2020).

## Географія
Віттіер розташований за координатами 33°58′1″ пн. ш. 118°1′12″ зх. д. / 33.96694° пн. ш. 118.02000° зх. д. (33.966827, -118.020122). За даними Бюро перепису населення США в 2010 році місто мало площу 37,98 км², з яких 37,94 км² — суходіл та 0,04 км² — водойми.

### Клімат
| Клімат : Віттіер                                           | Клімат : Віттіер | Клімат : Віттіер | Клімат : Віттіер | Клімат : Віттіер | Клімат : Віттіер | Клімат : Віттіер | Клімат : Віттіер | Клімат : Віттіер | Клімат : Віттіер | Клімат : Віттіер | Клімат : Віттіер | Клімат : Віттіер | Клімат : Віттіер |
| Показник                                                   | Січ.             | Лют.             | Бер.             | Квіт.            | Трав.            | Черв.            | Лип.             | Серп.            | Вер.             | Жовт.            | Лист.            | Груд.            | Рік              |
| Абсолютний максимум, °C                                    | 32,8             | 35,0             | 37,8             | 40,0             | 40,6             | 42,2             | 42,2             | 41,1             | 45,0             | 41,1             | 37,8             | 31,1             | 45,0             |
| Середній максимум, °C                                      | 20,9             | 21,8             | 22,6             | 25,2             | 26,2             | 29,0             | 31,6             | 31,9             | 30,8             | 27,9             | 24,0             | 21,5             | 26,1             |
| Середня температура, °C                                    | 14,9             | 15,6             | 16,4             | 18,5             | 20,1             | 22,6             | 24,8             | 25,2             | 24,3             | 21,3             | 17,6             | 15,0             | 19,7             |
| Середній мінімум, °C                                       | 8,8              | 9,3              | 10,3             | 11,7             | 13,8             | 16,1             | 17,9             | 18,6             | 17,7             | 14,7             | 11,1             | 8,5              | 13,2             |
| Абсолютний мінімум, °C                                     | −1,1             | −1,7             | 0,6              | 3,9              | −1,1             | −1,1             | 3,3              | 6,7              | 10,0             | 6,7              | 2,8              | −1,1             | −1,7             |
| Норма опадів, мм                                           | 90               | 91               | 75               | 23               | 6                | 2                | 0                | 1                | 4                | 8                | 25               | 42               | 367              |
| ---------------------------------------------------------- | ---------------- | ---------------- | ---------------- | ---------------- | ---------------- | ---------------- | ---------------- | ---------------- | ---------------- | ---------------- | ---------------- | ---------------- | ---------------- |
| Джерело: http://www.wrcc.dri.edu/cgi-bin/cliMAIN.pl?ca5790 |                  |                  |                  |                  |                  |                  |                  |                  |                  |                  |                  |                  |                  |

## Демографія
Згідно з переписом 2010 року, у місті мешкала 85 331 особа в 28 273 домогосподарствах у складі 20 614 родин. Густота населення становила 2247 осіб/км². Було 29591 помешкання (779/км²).
Расовий склад населення:
| - 64,6 % — білих - 3,8 % — азіатів - 1,3 % — корінних американців - 1,3 % — чорних або афроамериканців - 0,1 % — вихідців з тихоокеанських островів - 24,4 % — осіб інших рас |

До двох чи більше рас належало 4,4 %. Частка іспаномовних становила 65,7 % від усіх жителів.
За віковим діапазоном населення розподілялося таким чином: 25,4 % — особи молодші 18 років, 62,9 % — особи у віці 18—64 років, 11,7 % — особи у віці 65 років та старші. Медіана віку мешканця становила 35,4 року. На 100 осіб жіночої статі у місті припадало 94,0 чоловіків; на 100 жінок у віці від 18 років та старших — 90,5 чоловіків також старших 18 років.
Середній дохід на одне домашнє господарство становив 84 897 доларів США (медіана — 66 457), а середній дохід на одну сім'ю — 93 806 доларів (медіана — 75 831). Медіана доходів становила 50 773 долари для чоловіків та 44 446 доларів для жінок. За межею бідності перебувало 12,5 % осіб, у тому числі 16,2 % дітей у віці до 18 років та 10,6 % осіб у віці 65 років та старших.
Цивільне працевлаштоване населення становило 40 790 осіб. Основні галузі зайнятості: освіта, охорона здоров'я та соціальна допомога — 23,6 %, роздрібна торгівля — 11,8 %, виробництво — 10,2 %, науковці, спеціалісти, менеджери — 9,9 %.

## Уродженці
- Мерл Пертіль (1941—1997) — американська фотомодель та телеакторка.